# Валье-дель-Амброс
Валье-дель-Амброс (исп. Valle del Ambroz) — район (комарка) в Испании, долина, входит в провинцию Касерес в составе автономного сообщества Эстремадура.

## Муниципалитеты
1. Абадия
2. Альдеануэва-дель-Камино
3. Баньос-де-Монтемайор
4. Касас-дель-Монте
5. Гихо-де-Гранадилья
6. Ла-Гарганта
7. Гаргантилья
8. Эрвас
9. Сегура-де-Торо

## История
Первыми поселенцами в долине Амброс были кельтиберы и ветоны. Долина долгое время являлась важной частью Серебряного пути, соединявшего север и юг Пиренейского полуострова. В этом районе остались руины построек времён римской эпохи: могилы, некрополь, рельефы, мавзолей. Затем долина пережила вторжение арабов в VIII веке, реконкисту. Северная часть долины Амброс была частью Кастилии, а южная относилась к землям Гранадилья, вплоть до 1833 года, когда были проведены провинциальные реформы. Нынешний округ был создан в 1996 году содружеством муниципалитетов Испании.

## Экономика
В основном в районе занимались животноводством и сельским хозяйством, в частности, выращивали каштаны для производства мебели Hervás и вишни. В округе изготавливают изделия ручной работы: керамику, кожаные аксессуары, витражи, кованые и плетёные изделия.

## Флора и фауна
Вдоль водостоков встречается пиренейская выхухоль. Среди растительного мира в верхней части долины выделяются адобе и каштаны, а в нижней части — вишневые деревья, сливы и фруктовые сады.

## Достопримечательности
Обозначено 14 туристических маршрутов, которые включают в себя местные достопримечательности:
- Эрвас — еврейский город, столица округа, где сохранилась художественная культура наследия сефардов.
- Баньос-де-Монтемайор, город, в котором можно посмотреть на древнеримские термальные бани
- Прогулки на лошадях и горных велосипедах.
- Пешие прогулки по каштановому лесу[1].
- Посещение фестиваля осенней магии[2].